# Shinya Aoki
Pour les articles homonymes, voir Aoki.
Shinya Aoki (青木 真也, Aoki Shin'ya), né le 9 mai 1983 à Shizuoka, est un combattant japonais d'arts martiaux mixtes (MMA). Aoki est expert en judo et en jiu-jitsu brésilien.
Il a disputé son premier combat le 3 juillet 2004 au DEEP-15th. Il perd ensuite son deuxième combat par KO face à Jutaro Nakao. Il quitte ensuite le DEEP pour aller combattre au Shooto, dont il devient champion des poids légers le 17 février 2006 en battant à la décision unanime Akira Kikuchi le partenaire d'entraînement de Norifumi "Kid" Yamamoto. Il combat actuellement[Quand ?] au sein de l'organisation One Fighting Championship.

## Style
Le style d'Aoki est presque exclusivement concentré sur le travail au sol. Doté d'une excellente technique de judo, il cherche invariablement lors de ses combats, à projeter son adversaire à terre et ce le plus rapidement possible, pour ensuite chercher la soumission par ses nombreuses clé de bras ou de jambes. Le tout en évitant le plus possible les duels pieds/poings qui constituent son gros point faible. Cela lui vaut notamment la réputation d'être un combattant "unidimensionnel" mais ne l'empêche pas d'être considéré comme l'un des meilleurs poids léger au monde.

## Palmarès en MMA
| Résultat      | Record     | Adversaire          | Méthode                                     | Événement                                           | Date              | Round | Temps | Lieu            | Notes                                                                            |
| ------------- | ---------- | ------------------- | ------------------------------------------- | --------------------------------------------------- | ----------------- | ----- | ----- | --------------- | -------------------------------------------------------------------------------- |
| Victoire      | 22-4 (1)   | Joachim Hansen      | Soumission (clé de bras)                    | Dream 11: Featherweight Grand Prix 2009 Final Round | 6 octobre 2009    | 2     | 4:56  | Saitama, Japon  | Remporte le titre des poids légers du Dream.                                     |
| Victoire      | 21-4 (1)   | Vitor Ribeiro       | Décision unanime                            | Dream 10: Welterweight Grand Prix 2009 Final Round  | 20 juillet 2009   | 2     | 5:00  | Saitama, Japon  | Retour en poids léger.                                                           |
| Défaite       | 20-4 (1)   | Hayato Sakurai      | KO (coups de genou et coups de poing)       | Dream 8: Welter Weight Grandprix 2009 1st Round     | 5 avril 2009      | 1     | 0:27  | Nagoya, Japon   | Premier tour du Dream Welter Weight Grand Prix.                                  |
| Victoire      | 20-3 (1)   | David Gardner       | Soumission (étranglement arrière)           | Dream 7: Feather Weight Grandprix 2009 1st Round    | 8 mars 2009       | 1     | 5:58  | Saitama, Japon  | Retour en poids mi-moyen.                                                        |
| Victoire      | 19-3 (1)   | Eddie Alvarez       | Soumission (clé de talon)                   | Dynamite!! 2008                                     | 31 décembre 2008  | 1     | 1:32  | Saitama, Japon  | Remporte le titre des poids légers de la WAMMA.                                  |
| Victoire      | 18-3 (1)   | Todd Moore          | Soumission (clé de cou)                     | Dream 6: Middleweight Grandprix 2008 Final          | 23 septembre 2008 | 1     | 1:10  | Saitama, Japon  |                                                                                  |
| Défaite       | 17-3 (1)   | Joachim Hansen      | TKO (coups de poing)                        | Dream 5: Lightweight Grandprix 2008 Final           | 21 juillet 2008   | 1     | 4:19  | Osaka, Japon    | Finale du Dream Lightweight Grand Prix. Pour le titre des poids légers du Dream. |
| Victoire      | 17-2 (1)   | Caol Uno            | Décision unanime                            | Dream 5: Lightweight Grand Prix 2008 Semifinal      | 21 juillet 2008   | 2     | 5:00  | Osaka, Japon    | Demi-finale du Dream Lightweight Grand Prix.                                     |
| Victoire      | 16-2 (1)   | Katsuhiko Nagata    | Soumission (gogoplata)                      | Dream 4: Lightweight Grand Prix 2008 Quarterfinal   | 15 juin 2008      | 1     | 5:12  | Yokohama, Japon | Quart de finale du Dream Lightweight Grand Prix.                                 |
| Victoire      | 15-2-0 (1) | Gesias Calvancante  | Décision unanime                            | Dream 2: Lightweight Grand Prix Opening Round       | 29 avril 2008     | 2     | 5:00  | Saitama, Japon  | Premier tour du Dream Lightweight Grand Prix.                                    |
| Sans décision | 14-2 (1)   | Gesias Calvancante  | Sans décision (coups de coude non autorisé) | Dream 1: Lightweight Grand Prix Opening Round       | 15 mars 2008      | 1     | 3:46  | Saitama, Japon  | Premier tour du Dream Lightweight Grand Prix.                                    |
| Victoire      | 14-2       | Jung Bu-Kyung       | Décision unanime                            | Yarennoka! 2007                                     | 31 décembre 2007  | 3     | 5:00  | Saitama, Japon  |                                                                                  |
| Victoire      | 13-2       | Brian Lo-A-Njoe     | Soumission (clé de bras)                    | Pride 34: Kamikaze                                  | 8 avril 2007      | 1     | 1:33  | Saitama, Japon  |                                                                                  |
| Victoire      | 12-2       | Akira Kikuchi       | Décision partagée                           | Shooto: Back to Our Roots                           | 17 février 2007   | 3     | 5:00  | Yokohama, Japon | Remporte le titre des poids mi-moyens du Shooto.                                 |
| Victoire      | 11-2       | Joachim Hansen      | Soumission (gogoplata)                      | Pride Shockwave 2006                                | 31 décembre 2006  | 1     | 2:24  | Saitama, Japon  |                                                                                  |
| Victoire      | 10-2       | Clay French         | Soumission (étranglement en triangle)       | Pride Bushido 13                                    | 5 novembre 2006   | 1     | 3:57  | Yokohama, Japon |                                                                                  |
| Victoire      | 9-2        | George Sotiropoulos | Disqualification (coup à l'aine)            | Shooto: Champion Carnival                           | 14 octobre 2006   | 2     | 0:05  | Yokohama, Japon |                                                                                  |
| Victoire      | 8-2        | Jason Black         | Soumission (étranglement en triangle)       | Pride Bushido 12                                    | 26 août 2006      | 1     | 1:58  | Nagoya, Japon   |                                                                                  |
| Victoire      | 7-2        | Akira Kikuchi       | Décision unanime                            | Shooto: The Victory of the Truth                    | 17 février 2006   | 3     | 5:00  | Tokyo, Japon    | Défend le titre des poids mi-moyens du Shooto.                                   |
| Victoire      | 6-2        | Kuniyoshi Hironaka  | TKO (coupure)                               | Shooto at Korakuen Hall                             | 5 novembre 2006   | 1     | 2:10  | Tokyo, Japon    |                                                                                  |
| Défaite       | 5-2        | Hayato Sakurai      | Décision unanime                            | Shooto: Alive Road 2005                             | 20 août 2005      | 3     | 5:00  | Yokohama, Japon |                                                                                  |
| Victoire      | 5-1        | Shigetoshi Iwase    | Disqualification (coup coquille)            | Shooto at Korakuen Hall                             | 30 juillet 2005   | 1     | 0:35  | Tokyo, Japon    |                                                                                  |
| Victoire      | 4-1        | Keith Wisniewski    | Soumission (clé de bras debout)             | Shooto at Korakuen Hall                             | 29 janvier 2005   | 1     | 2:22  | Tokyo, Japon    |                                                                                  |
| Défaite       | 3-1        | Jutaro Nakao        | KO (coup de poing)                          | Deep: 16th Impact                                   | 30 octobre 2004   | 1     | 4:29  | Tokyo, Japon    |                                                                                  |
| Victoire      | 3-0        | Seichi Ikemoto      | Soumission (clé de bras)                    | Deep: 15th Impact                                   | 3 juillet 2004    | 2     | 0:52  | Tokyo, Japon    |                                                                                  |
| Victoire      | 2-0        | Yasutoshi Ryu       | Soumission (clé de bras)                    | Deep: clubDeep West Chofu                           | 24 novembre 2003  | 1     | 0:51  | Tokyo, Japon    |                                                                                  |
| Victoire      | 1-0        | Seichi Ikemoto      | Soumission (clé de bras)                    | Deep: clubDeep West Chofu                           | 24 novembre 2003  | 1     | 3:14  | Tokyo, Japon    |                                                                                  |